# Ротовійка волосолиста
Ротовійка волосолиста (Blepharostoma trichophyllum) — вид печіночників родини псевдолепіколеєвих (Pseudolepicoleaceae).

## Характеристики
Забарвлення жовто-зелене. Рослини дуже ніжні, їх повзучі до висхідних стебла нерівномірно розгалужені, лише 0,5 сантиметра завширшки та приблизно до 1,5 сантиметра завдовжки. Поперечні бокові листки до основи розділені на чотири щетинкоподібні однорядні листкові частки. Клітини кінчиків листя мають прямокутну форму і містять від 4 до 8 масляних тілець. Присутні нижні листки, вони схожі на бокові листки і мають від 2 до 4 листкових часток. Вид зазвичай однодомний, зрідка дводомний. Частіше утворюються спорогони. Оцвітина розташована на кінці стебла, від грушоподібної до циліндричної форми. Спорові коробочки яйцеподібної форми, спори розміром 10–12 мкм. Кулясті одноклітинні розмножувальні органи (живці) рідко утворюються на кінцях щетинок листя.

## Поширення
Батьківщиною для виду є Європа, Азія, Північна Америка, Південна Америка.
Blepharostoma trichophyllum росте в лісах на безвапняних, вологих, тінистих місцях. Тут він осідає особливо на гнилій деревині, також біля основи живих дерев і на силікатних породах, рідше на ґрунті. Ніколи не росте на болотах.